# Фирсовка (хутор)
Фи́рсовка — хутор в Чернышковском районе Волгоградской области. Входит в состав Нижнегнутовского сельского поселения.

## География
Хутор находится на правом берегу реки Цимла, на расстоянии примерно 40 км к югу от посёлка городского типа Чернышковский, административного центра района. Абсолютная высота — 46 м над уровнем моря.

## Население
| 2010 |
| ---- |
| 142  |

## Улицы
На хуторе имеются две улицы: Луговая и Речная.

## Инфраструктура
На хуторе действует начальная школа. 

## Транспорт
Хутор связан автобусным сообщением с райцентром Чернышковский и соседними населёнными пунктами.